# Bahnhof Schönfließ

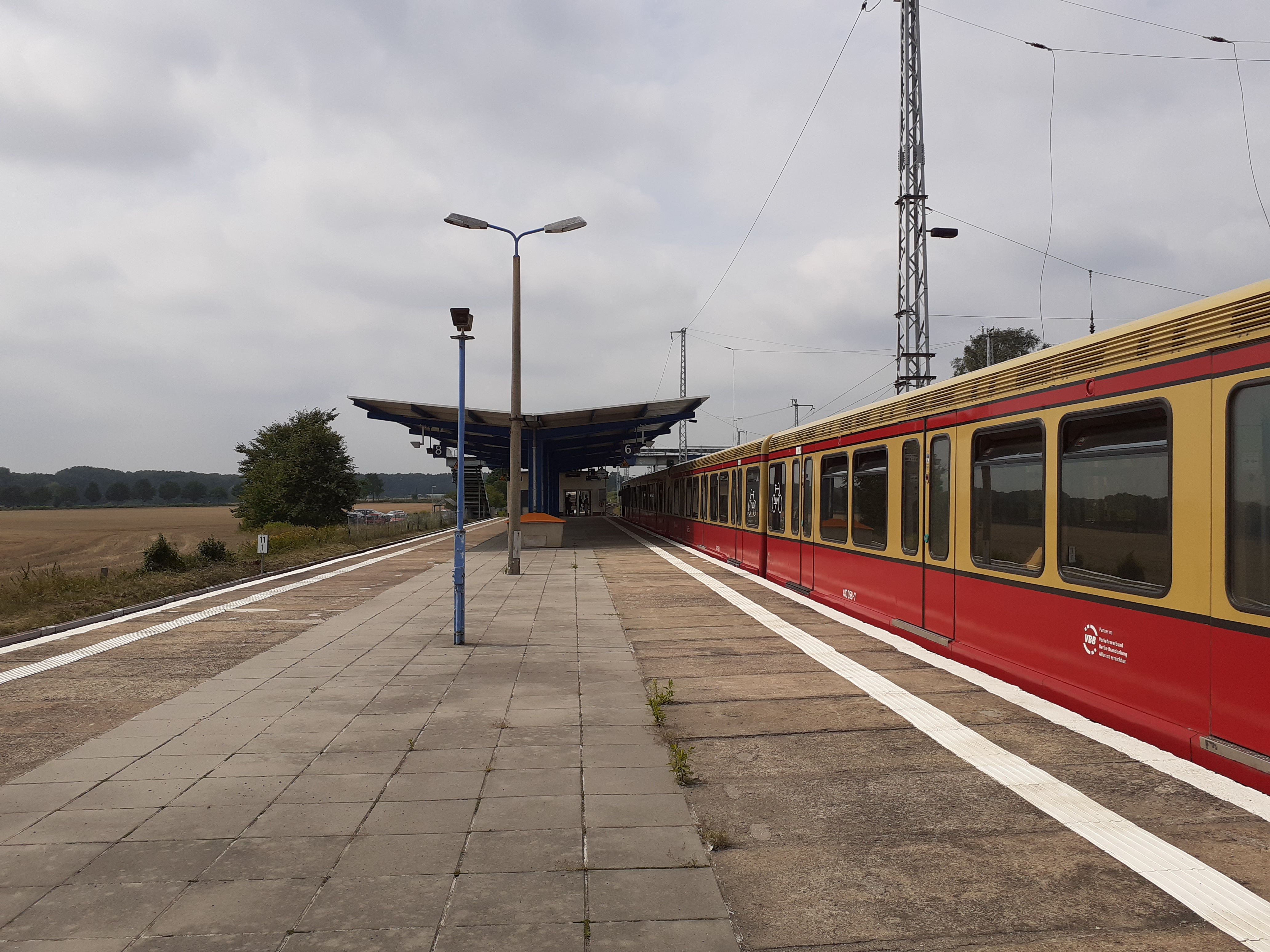
BR 480 im Bahnhof Schönfließ

Der Bahnhof Schönfließ in Brandenburg liegt am nördlichen Berliner Außenring. Der 1953 eröffnete Bahnhof wird im Personenverkehr seit 1961 von der S-Bahn Berlin bedient, bis 1995 war er auch Halt von Regionalzügen. Am westlich des eigentlichen Bahnhofs gelegenen Abzweig Schönfließ West beginnen zwei Verbindungskurven zur Berliner Nordbahn.

## Lage
Der Bahnhof wurde etwa einen Kilometer nördlich des Ortes Schönfließ angelegt. Er liegt am Kilometer 11,1 des Abschnittes Karower Kreuz – Priort des Berliner Außenrings nördlich von Berlin. Das Gebiet zwischen Bahnhof und Ort ist bis heute unbebaut geblieben.

## Geschichte
Mit der deutschen und der Berliner Teilung war seit Anfang der 1950er Jahre eine leistungsfähige Umfahrungsmöglichkeit von West-Berlin nötig. Der Berliner Außenring entstand, sein nordöstlicher Teil zwischen Karower Kreuz und Birkenwerder ging 1952 in Betrieb. Ab 1952 durften die Züge des Binnenverkehrs der DDR (mit Ausnahme der Berliner S-Bahn) nicht mehr durch West-Berlin fahren. Davon war auch die Berliner Nordbahn betroffen. Die Züge nutzten seitdem den Außenring. Da es innerhalb der Stadt Berlin nach wie vor kaum Kontrollen zwischen Ost- und Westteil gab, wurden auch die Züge in Richtung Ost-Berlin Kontrollen unterzogen. Schönfließ wurde ab 1953 ein solcher Kontrollbahnhof. Am 4. Oktober des gleichen Jahres ging die Station auch für den öffentlichen Verkehr in Betrieb.

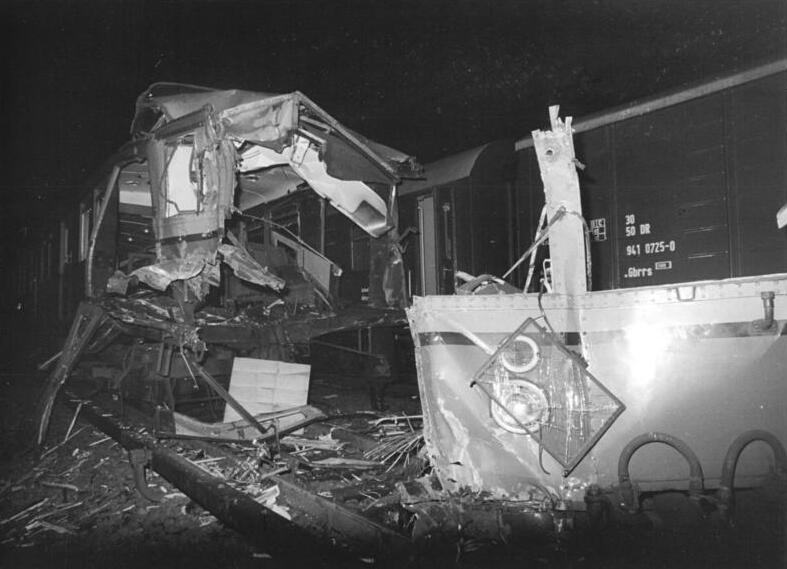
Zugunglück bei Schönfließ 1979

Nach dem Bau der Berliner Mauer am 13. August 1961 wurde der S-Bahn-Abschnitt zwischen Oranienburg und Hohen Neuendorf vom Rest des Netzes getrennt. Um diese Region wieder an das Berliner S-Bahn-Netz anzuschließen, wurde in nur 72 Tagen Bauzeit das Gleis zwischen Hohen Neuendorf und dem Karower Kreuz mit Stromschiene versehen. Die S-Bahn über diesen Abschnitt ging am 19. November 1961 in Betrieb. Um den südlich des Außenrings gelegenen Bahnhof Hohen Neuendorf auf direktem Wege anzubinden, wurde ab Abzweig Bergfelde (heute Schönfließ West) eine zweigleisige S-Bahn-Strecke gebaut. Kurz nach ihrer Inbetriebnahme wurde die Strecke bis Schönfließ verlängert mit ihr ein neuer Haltepunkt Bergfelde am 27. Mai 1962 eröffnet. Der Bahnhof Schönfließ und der Abschnitt von dort bis zum Karower Kreuz wurden weiterhin im Gemeinschaftsbetrieb zwischen S- und Fernbahn genutzt. Westlich des Bahnhofs entstand eine Überführung, auf der die S-Bahn-Züge in Richtung Oranienburg die Ferngleise kreuzten. Ebenfalls 1962 ging eine zweite Verbindungskurve (die sogenannte „lange Kurve“) von den Ferngleisen des Außenrings westlich von Schönfließ zur Nordbahn in Betrieb.
Der Gemeinschaftsbetrieb verursachte betriebliche Engpässe. Bei einem schweren Zugunglück zwischen Schönfließ und dem Karower Kreuz kam am 18. Dezember 1979 der Triebfahrzeugführer eines S-Bahn-Zuges ums Leben, der auf einen haltenden Güterzug aufgefahren war. Der Triebwagenführer hatte entgegen den Vorschriften für das permissive Fahren das letzte haltzeigende Blocksignal ohne Halt passiert und war mit überhöhter Geschwindigkeit auf den vorausfahrenden Güterzug aufgefahren. Sieben Menschen wurden verletzt. Spätestens mit der Elektrifizierung der Fernbahngleise des Außenrings mit Wechselstromfahrleitung wurde die Trennung der S- und Fernbahngleise Anfang der 1980er Jahre dringend nötig. 1982 wurde ein separater S-Bahnsteig in Schönfließ in Betrieb genommen, der zunächst nur eingleisig von den Zügen in Richtung Berlin benutzt wurde. Am 2. September 1984 war die Trennung von S- und Fernbahn abgeschlossen und das eigene S-Bahn-Gleis zwischen Schönfließ und dem Karower Kreuz ging in Betrieb. Alle S-Bahnen halten seitdem am eigenen Bahnsteig; östlich von Schönfließ wurde der neue Haltepunkt Mühlenbeck-Mönchmühle eröffnet. Im selben Jahr wurde am 15. Dezember auch der elektrische Betrieb auf den Fernbahngleisen des nordöstlichen Außenrings und damit im Bahnhof Schönfließ aufgenommen.

### Entwicklung nach 1990
Nach dem Mauerfall waren die Orte nordwestlich von Berlin wieder auf kürzerem Weg als über den Außenring mit der Stadt verbunden. Der ohnehin spärliche Regionalverkehr wurde zum Fahrplanwechsel am 28. Mai 1995 eingestellt, das nördliche Bahnsteiggleis später abgebaut. Für die S-Bahnen in Richtung Oranienburg gibt es seit Mai 1992 wieder den kürzeren Weg über Frohnau. Dennoch blieb die S-Bahn in diesem Bereich in Betrieb. Schönfließ gilt als der Bahnhof im Berliner S-Bahn-Netz mit der geringsten Zahl an Ein- und Aussteigen. Angesichts niedriger Fahrgastzahlen gab es immer wieder Überlegungen, den Verkehr durch Züge auf den Regionalgleisen zu ersetzen, die jedoch nicht verwirklicht wurden.

### Personenverkehr

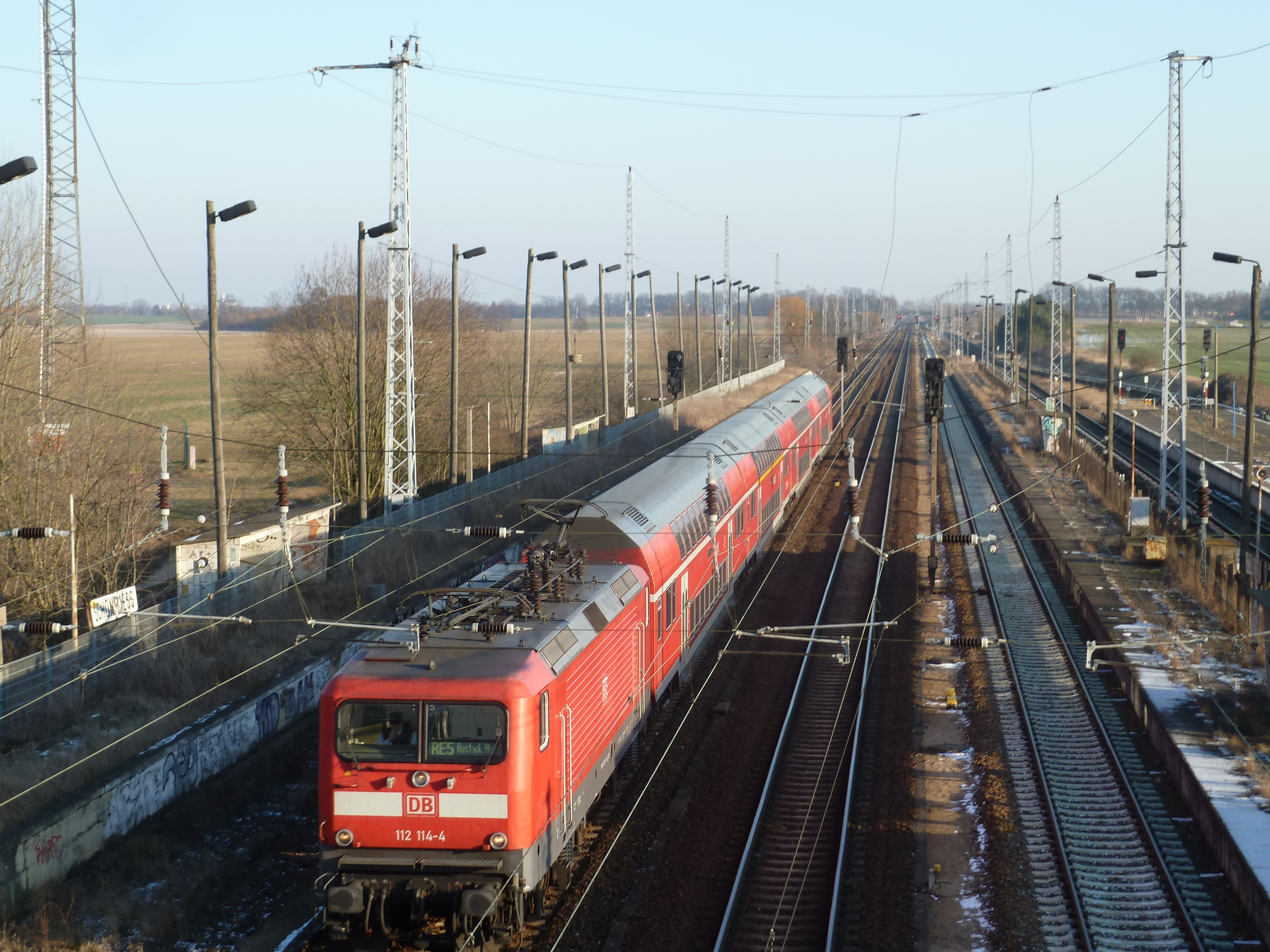
Ungenutzte Regionalbahnsteige mit durchfahrendem Zug.

In den ersten Jahren nach Aufnahme des Personenverkehrs auf dem Berliner Außenring endete ein Teil der Personenzüge aus Richtung Norden bereits in Oranienburg, ein Teil wurde über den Außenring nach Berlin-Lichtenberg, teilweise auch Ostbahnhof geführt. Diese Züge hielten auch in Schönfließ. 1957 betraf dies fünf Zugpaare von und nach Berlin, die weiter bis Neubrandenburg oder Stralsund fuhren. Eine Besonderheit war in jener Zeit ein Zugpaar aus Berlin, das über Löwenberg (Mark), Neuruppin, Wittstock (Dosse) und Meyenburg nach Güstrow und Rostock fuhr. Nach Mauerbau wurde der Personenzugverkehr von Oranienburg nach Berlin zeitgleich mit der Inbetriebnahme der S-Bahn in diesem Bereich am 19. November 1961 eingestellt. Es verkehrten noch einige Züge von verschiedenen Orten wie Nauen oder Falkensee nordwestlich von Berlin nach Berlin-Lichtenberg, teilweise auch Ostbahnhof. Morgens verkehrten seit den 1960er Jahren bis Anfang der 1990er Jahre fünf Züge in Richtung Berlin über Schönfließ, nachmittags je nach Fahrplanjahr vier oder fünf Züge zurück, an Wochenenden war das Angebot auf zwei Zugpaare beschränkt. Hinzu kam ein Personenzug abends aus Schwerin nach Berlin-Lichtenberg.
Schnell- und Eilzüge hatten keine planmäßigen Verkehrshalte in Schönfließ, lediglich bis zum Mauerbau Kontrollhalte. Einzige Ausnahme war Ende der 1980er Jahre ein Schnellzug aus Schwerin, der am Sonntagabend den ansonsten um diese Zeit verkehrenden Personenzug ersetzte.
Nach dem Mauerfall wurde das Angebot im Regionalverkehr rasch ausgedünnt und 1995 ganz eingestellt.

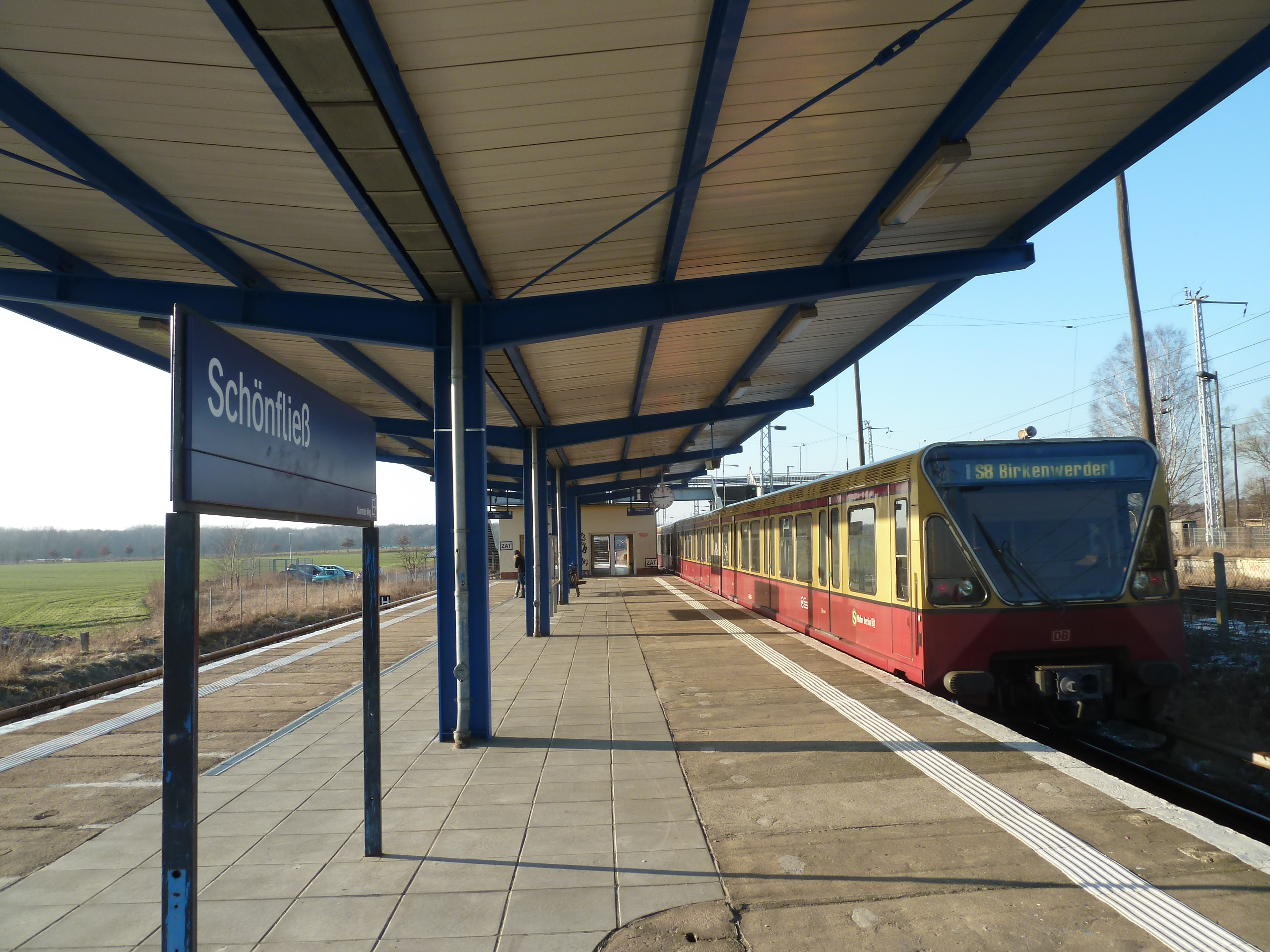
S-Bahnsteig mit Zug aus Berlin nach Birkenwerder

Nach der Aufnahme des Berliner S-Bahn-Verkehrs wurde Schönfließ zunächst im Stundentakt von S-Bahnen aus Oranienburg nach Warschauer Straße bedient. Mit der Verbesserung der Infrastruktur konnte ab 1962 der 20-Minuten-Takt auf der Strecke aufgenommen werden, wobei bis Anfang der 1980er Jahre einzelne Fahrten aufgrund von Trassenengpässen zwischen Hohen Neuendorf, Schönfließ und Berlin-Blankenburg planmäßig entfielen. In den 1970er und 1980er Jahren wurde Schönfließ von der Zuggruppe K zwischen Oranienburg und Flughafen Berlin-Schönefeld bedient. Mit der Einführung der Liniennummern im gesamten Berliner S-Bahn-Netz im Jahr 1991 erhielt die Linie die Bezeichnung S 10. Im Zuge der Wiederaufnahme des S-Bahn-Betriebes auf der direkten Strecke über Frohnau 1992 wurde diese Linie auf den Abschnitt Birkenwerder – Schönefeld beschränkt. Der Linienverlauf änderte sich mehrfach. Seit 2004 verkehrt die Linie S 8 Birkenwerder (bzw. Hohen Neuendorf) – Berlin-Grünau (im Berufsverkehr bis Wildau) über Schönfließ. Der tagsüber übliche 20-Minuten-Takt wurde im Abendverkehr auf einen Stundentakt ausgedünnt. Der Streckenabschnitt zwischen Blankenburg und Hohen Neuendorf ist der einzige im Berliner S-Bahn-Netz, der keinen durchgehenden Nachtverkehr an Wochenenden aufweist.

## Anlagen

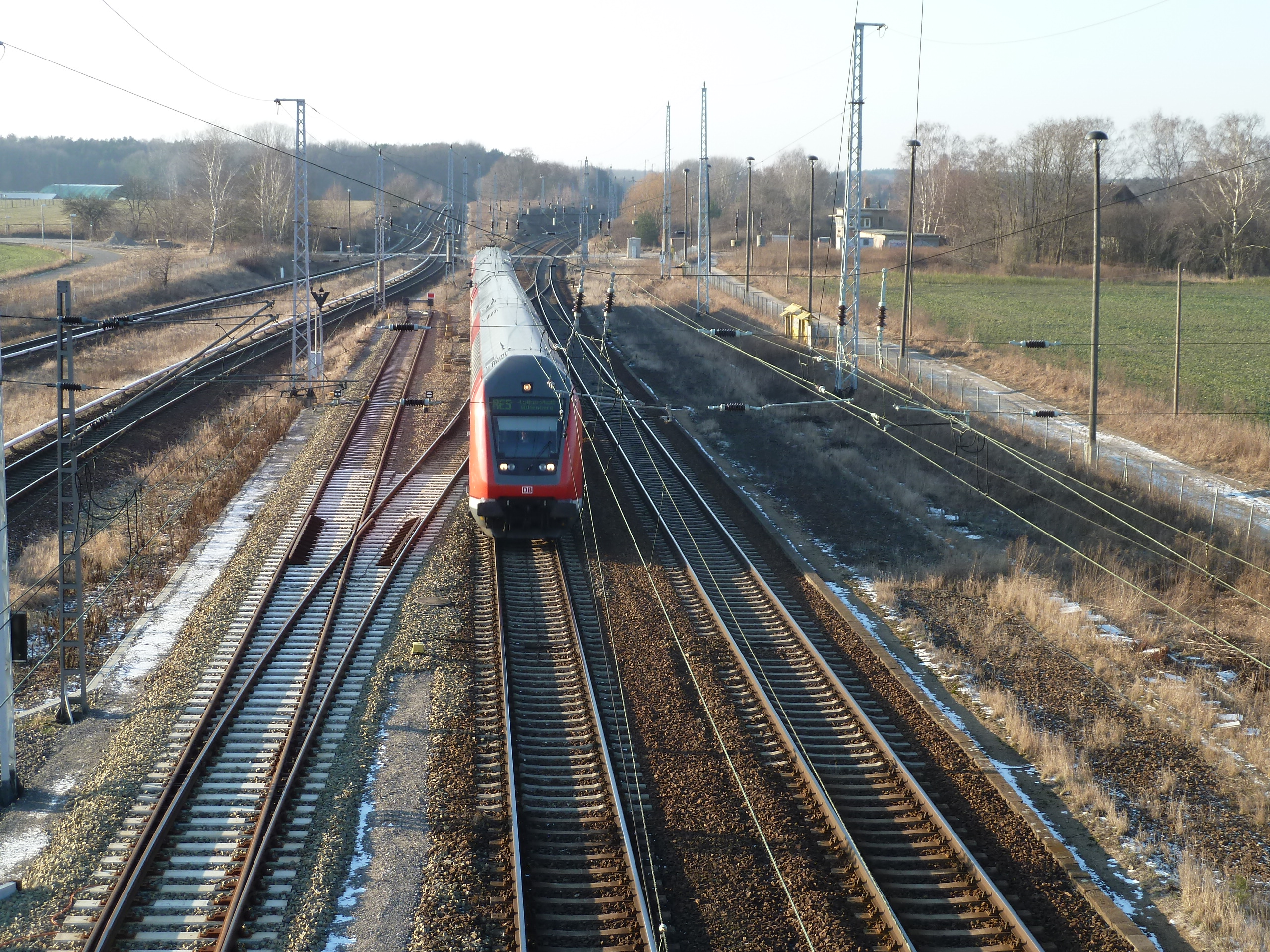
Links S-Bahn-, Mitte Fernbahngleise. Hinter dem Zug Rest der früheren Überführung der S-Bahn-Gleise, rechts hinten das Stellwerk.

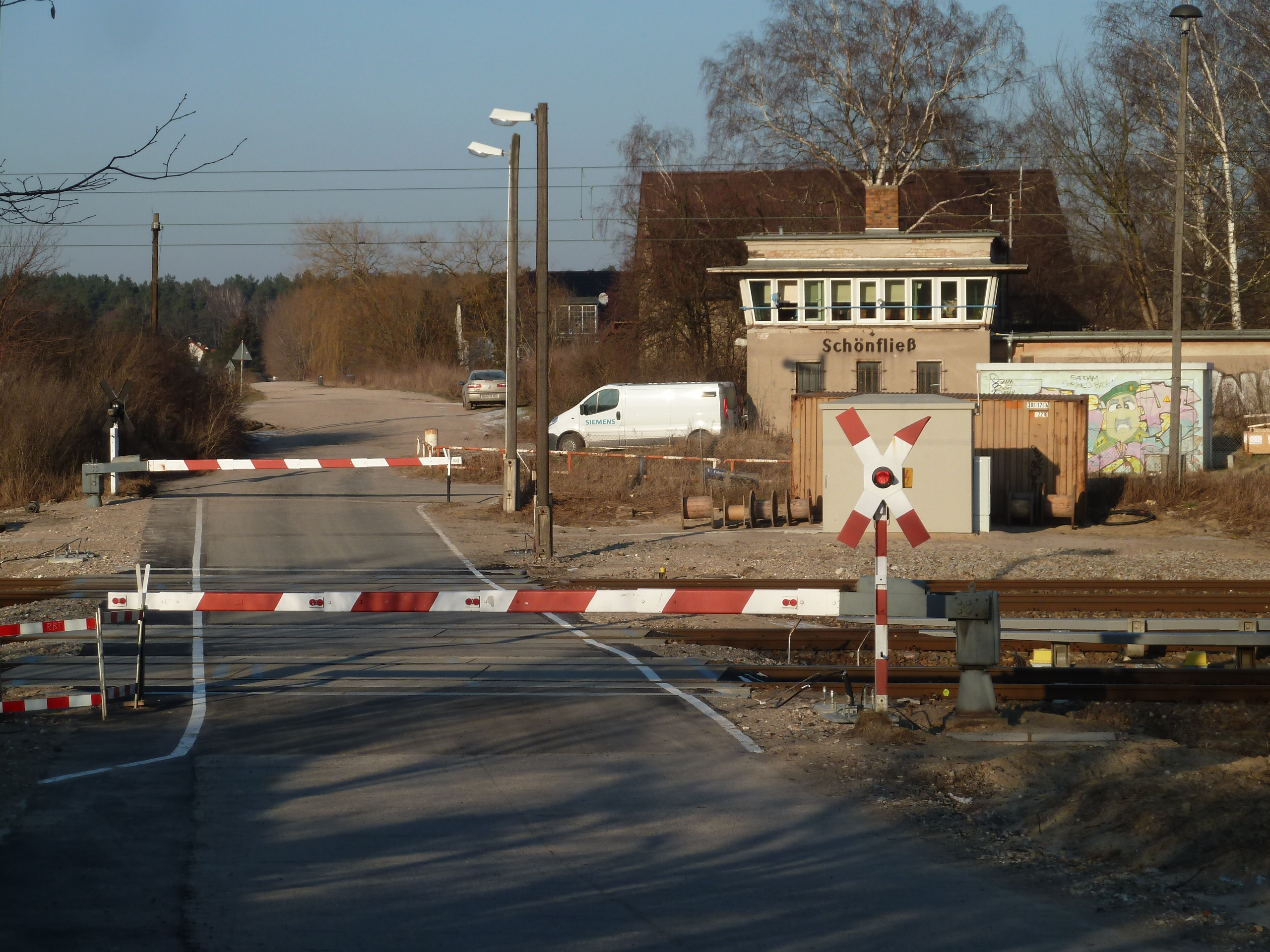
Bahnübergang mit Stellwerk.

Der Bahnhof wurde in der typischen Anordnung der Bahnhöfe des Berliner Außenrings mit zwei Durchgangsgleisen und zwei von ihnen nach außen abzweigende Bahnsteiggleisen errichtet, die über eine Fußgängerbrücke verbunden sind. Mit der Trennung von S- und Fernbahn Anfang der 1980er Jahre wurde südlich anschließend ein separater Mittelbahnsteig für die S-Bahn mit zwei Gleisen errichtet, der von der Fußgängerbrücke durch ein Passimetergebäude zu erreichen ist. Dort befand sich früher die Fahrkartenausgabe. Das nördliche Bahnsteiggleis des Fernbahnteils ist abgebaut worden, das südliche ist noch in Betrieb. Der nördliche Teil der Fußgängerbrücke ist gesperrt. Das Gelände jenseits der Gleise ist über einen Bahnübergang westlich der Bahnsteige zu erreichen. Dabei handelt es sich um einen der wenigen beschrankten Bahnübergänge sowohl im Netz der Berliner S-Bahn als auch am Berliner Außenring. Die alte WSSB-Schrankenanlage wurde im Jahr 2012 durch eine neue Halbschrankenanlage von Siemens ersetzt.
Am Zugang befinden sich einige Fahrradstellplätze und ein kleiner Parkplatz. Der Bahnhof ist nicht an den Busverkehr angebunden.
Am Bahnübergang befindet sich seit 1964 ein Gleisbildstellwerk der Bauart GS II DR. Außer dem Bahnhof und dem Bahnübergang werden von dort auch die Abzweigstelle Schönfließ West und die Überleitstelle Berlin Arkenberge der S-Bahn gesteuert. Der Abzweig Schönfließ West liegt 1,7 Kilometer westlich des Bahnhofs Schönfließ. Hier beginnen zwei Verbindungskurven der Fernbahn vom Außenring in Richtung Norden. Die S-Bahn-Strecke ist östlich des Bahnhofs nur eingleisig, an der Überleitstelle Arkenberge hinter dem Haltepunkt Mühlenbeck-Mönchmühle beginnt ein erneuter zweigleisiger Abschnitt. Die Reste der einstigen Überführung des S-Bahn-Gleises in Richtung Oranienburg über die Ferngleise westlich des Bahnhofs sind im Gelände auszumachen.
Für die Steuerung S-Bahn wird in den kommenden Jahren ein Elektronisches Stellwerk (ESTW) die herkömmliche GS II-Technik ersetzen. Hintergrund ist die Entscheidung, dass das künftig neue Sicherungssystem für die Berliner S-Bahn, welches die Fahrsperre ersetzt, nicht auf die alte DR-Stellwerkstechnik adaptiert werden soll.

## Sonstiges
Der Bahnhof der S-Bahn heißt zur betrieblichen Unterscheidung zum Bahnhof an den Ferngleisen bei DB Netz Schönfließ S-Bahn, für die verkehrliche Bezeichnung von DB Station&Service wird teilweise Schönfließ (b Oranienburg) aufgeführt.
Ebenfalls in Brandenburg befindet sich an der Bahnstrecke Eberswalde–Frankfurt (Oder) der Bahnhof Schönfließ Dorf. Den Zusatz Dorf bekam er lange vor Inbetriebnahme des Bahnhofs Schönfließ zur Unterscheidung vom bis 1945 ebenfalls brandenburgischen Bahnhof Schönfließ Bad, heute Trzcińsko-Zdrój in Polen. Für den Bahnhof Schönfließ wurde auf einen Namenszusatz verzichtet.

## Anbindung
| Linie | Verlauf |
| ----- | --- |
|       | Birkenwerder – Hohen Neuendorf – Bergfelde – Schönfließ – Mühlenbeck-Mönchmühle – Blankenburg – Pankow-Heinersdorf – Pankow – Bornholmer Straße – Schönhauser Allee – Prenzlauer Allee – Greifswalder Straße – Landsberger Allee – Storkower Straße – Frankfurter Allee – Ostkreuz – Treptower Park – Plänterwald – Baumschulenweg – Schöneweide – Johannisthal – Adlershof – Grünau (– Eichwalde – Zeuthen – Wildau) |